# Analândia

Vị trí của Analândia trong bang São Paulo

Analândia là một đô thị ở bang São Paulo, Brasil. Analândia có dân số (năm 2007) là 4166 người, diện tích là 326,63 km², mật độ dân số 12,2 người/km². Analândia nằm ở độ cao 675 m, cách thủ phủ bang São Paulo 221 km. Đô thị này nằm ở khu vực khí hậu cận nhiệt đới. Theo điều tra năm 2000, Analândia có:
- Tổng dân số 3582 người, trong đó, dân số thành thị: 2650, nông thôn: 932 người.
- Nam giới: 1852, nữ giới: 1730 người.
- Mật độ dân số 10,97 người/km².
- Tuổi thọ: 73,3 năm.
- Tỷ lệ trẻ dưới 1 tuổi tử vong (trên 1 triệu): 12,21
- Tỷ lệ biết đọc biết viết: 92,03% dân số.
- Chỉ số phát triển con người: 0,804
- Tỷ lệ sinh (trẻ/bà mẹ): 2,66

Đô thị này giáp các đô thị: Descalvado (Bắc), Corumbataí, Itirapina (Nam), Piraçununga, Santa Cruz da Conceição (Đông) và São Carlos (Tây)